# 186 Селюта
186 Селюта — астероїд головного поясу, відкритий 6 квітня 1878 року.